# Rattus burrus
Rattus burrus — один з видів гризунів роду пацюків (Rattus).

## Поширення
Ендемік групи Нікобарських островів в Індії. Зустрічається в тропічних вічнозелених і напів-вічнозелених лісах.

## Морфологічні особливості
Гризуни середнього розміру, завдовжки 195—225 мм, хвіст — 193—215 мм та стопа — 42 — 43 мм.

## Зовнішність
Верхні частини коричневі, густо посипані чорнуватим волоссям. Стегна світліші. Нижні частини сіруваті. Внутрішні частини кінцівок кремово-жовті. Стопи вкриті дрібними білуватими і коричневими волосками. Вуха темно-коричневі. Хвіст довше голови і тіла, він рівномірно темно-коричневий, покритий дрібними темними волосками і приблизно з 8 лусочковими кільцями на сантиметр. У самиць є 2 пари грудних сосків і 3 пахових.

## Загрози та охорона
Головною загрозою для цього виду є створення і розширення людських поселень, перетворення лісів у пальмові плантації. Не відомо, чи вид присутній в будь-якій з охоронних територій.